# 双去甲替利定
双去甲替利定是一种含氮有机化合物，化学式为C15H19NO2，是類阿片物质在体内的代谢产物，如由替利定在肝臟中脱甲基化而形成。